# Comino
Comino (Maltees: Kemmuna) is het kleinste van de drie bewoonde eilanden (3,5 km²) die deel uitmaken van de eilandengroep Malta. Het is kleiner dan Gozo (67 km²) en valt onder de gemeente Għajnsielem. Door het jaar heen wordt het bewoond door 3 mensen, in de zomer door iets meer om de hotels te runnen. Comino is te bereiken per boot vanuit Cirkewwa en een plaatsje vlak daarnaast. De mooiste bezienswaardigheid en ook meteen de meest toeristische is de Blue Lagoon, een stukje Middellandse Zee dat superblauw en helder is. Zwemmen, snorkelen en duiken zijn er populaire bezigheden. Vanaf de Lagoon is het naastgelegen eilandje Cominotto zwemmend te bereiken.
De naam Comino komt van het komijnzaad dat daar vroeger vandaan kwam. Het wordt nog steeds veel gebruikt in de Maltese keuken, maar het groeit niet meer op Comino.

## Duurzaam toerisme
In het jaar 2012 heeft Comino een QualityCoast Gold Award mogen ontvangen voor haar inspanningen om een duurzame toeristische bestemming te worden.

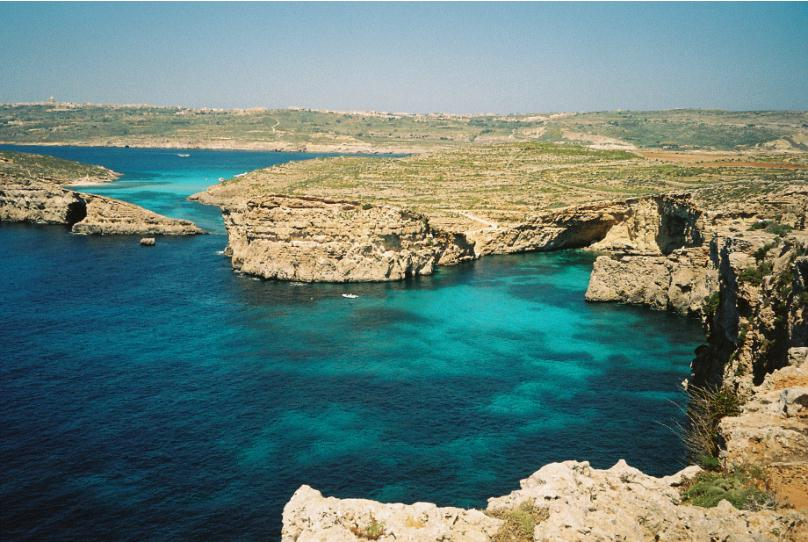
De Blue Lagoon

Comino · Cominotto · Gozo · Filfla · Fungus Rock · Malta · Manoel Island · Islands of St. Paul